# 사티니
사티니(프랑스어: Satigny)는 스위스 제네바주에 있는 지자체이다. 그것은 토지 면적으로 주의 가장 큰 지자체이며, 국가의 가장 큰 와인 생산 지자체이다.  그 영토는 루상(Russin) 및 다르다니(Dardagny)의 이웃 지자체와 공유되는 국가 중요 문화재인 몽드몽(Mandement) 지역의 대부분을 포함한다.

## 어원
사티니는 91년에 Villam Satiniatis로 처음 언급되었지만, 이것은 이전 문서의 12세기 사본에서 나온 것이다. 1128년경에는 de Satiniaco로, 1280년에는 Satignie로 언급되었다. 이 이름은 지역 로마인 소유주와 관련하여 갈로로마인에서 유래했을 가능성이 매우 높다.

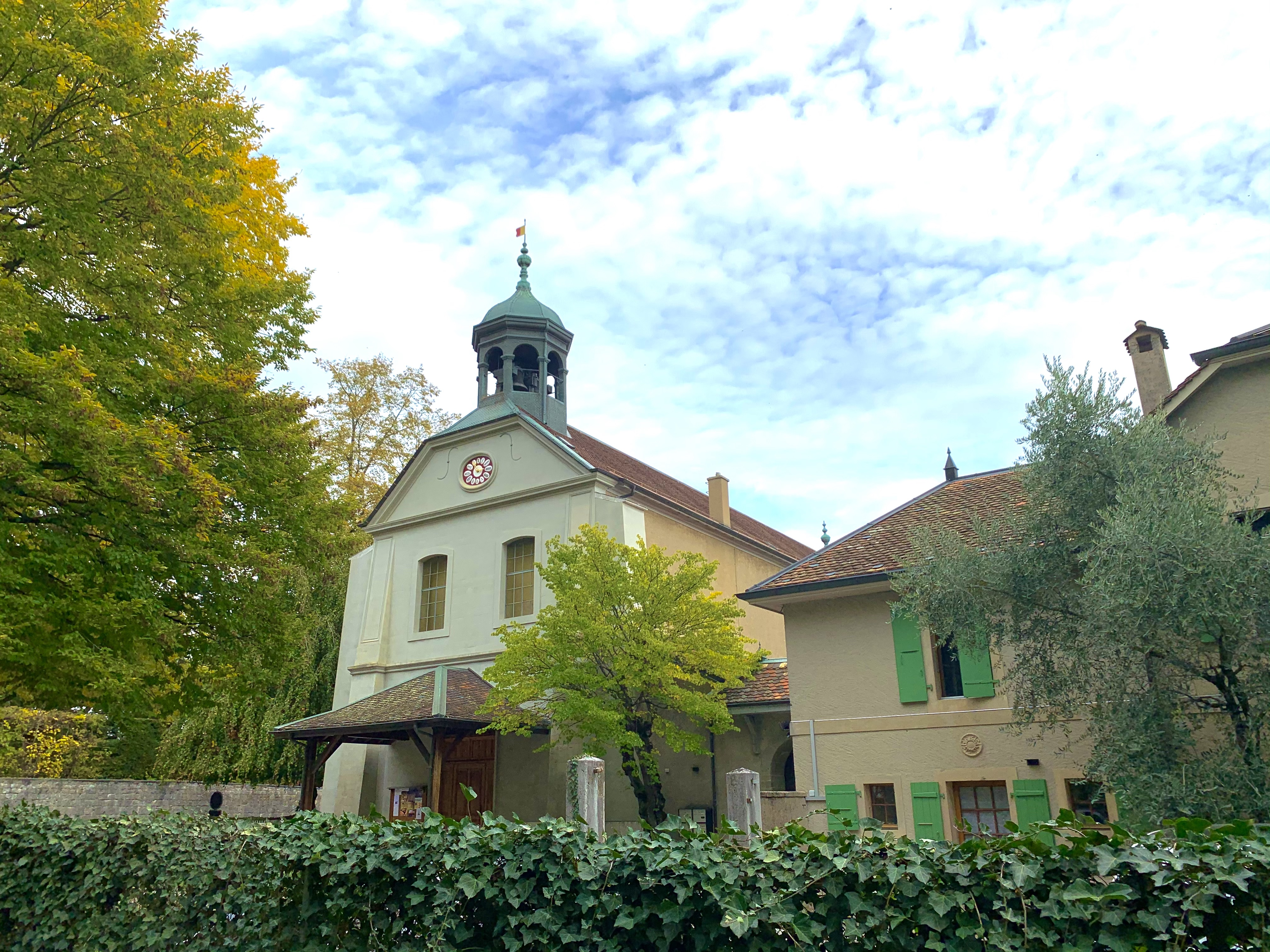
개혁 이후 개신교가 된 생피에르-오-리엔의 옛 가톨릭 교회. 현재의 교회는 1716년에 재건되었다.

반면에 페네이(Peney)의 어원은 다르며, 다른 해석의 대상이다. 첫 번째는 "소나무숲"을 의미하는 라틴어 "pinetum"에서 올 수 있지만, "pen"(끝)과 "nec"(높이)의 켈트 어근에서 올 수도 있다는 것이다.
부르디니의 이름 역시 독일어 부르고뉴어와는 다른 기원을 가지고 있으며, 그 뿌리는 "Bürdin"과 같은 성이며, 나중에 지역 로마자 표기와 함께 "Burdignus"가 되었다.
마지막으로 몽플뢰리(Montfleury)의 이름은 더 일화적이다. 특정 종파가 없는 이 오래된 주택 그룹을 처음에는 "The Shacks"라고 불렀다. 1829년에 와서야 주민들의 요구에 부응하기 위해 이 마을의 공식 이름을 ‘몽플뢰리’로 변경했다.

## 문장

태양과 황금 초승달 옆에 은색 양날 열쇠가 있는 굴(Gules).
이 문장은 1924년 9월 8일에 지자체에 의해 채택되었고 1924년 9월 26일에 주 행정부에 의해 승인되었다. 오래된 몽드몽 드 페네이(역사 참조)에 해당하는 사티니 지자체는 다음 소유였다. 주교이자 1536년 이래로 제네바 공화국에 의해 임명되었으며, 이곳은 옛 제네바 시골의 대표적인 예였다.
문장은 1340년의 사티니 수도원장의 인장에서 파생되었다. 이 인장은 태양과 황금 초승달이 있는 이중 날 열쇠를 들고 있는 손을 나타낸다. 사티니는 손을 제거하고 방패에 주 및 연방 색상을 부여했다. 스위스 연방 색상은 빨간색 방패와 흰색 키, 공화국과 제네바주 색상은 빨간색 방패와 황금빛 태양과 초승달이다.

## 역사
원래 사티니는 리옹의 에나이(Ainay) 수도원장이 속한 생피에르-오리엥의 관할 아래에 있었으며, 주로 젝스(Gex)의 영주들에 의해 부여된 토지로 급속히 성장했다.
지자체의 영토가 페니 성곽의 일부를 형성했을 때, 그 도시에는 성 베드로에게 헌정된 수도원이 있었다. 제네바 역사상 가장 오래된 정통 문서인 912년의 차트는 아마도 백작부인으로 추정되는 엘데가르드가 남편으로부터 성 베드로 수도원에 물려준 자산의 일부를 기부했음을 알려준다. 그러나 그녀는 사티니, Coully, 페시, 샬렉스, Crest, Logras 및 Feigères에 위치한 토지의 용익권을 그녀 자신을 위해 남겨두고 제네바의 주교에게 그녀의 기부가 잘 집행되었는지 확인하도록 요청했다.
1134년에 주교는 교회법 위반을 고발하고 사티니 수도원의 비엔나 대주교로부터 차익 거래를 받았다. 주요 도시는 수녀원 주변으로 발전할 것이며, 1305년에는 그 주민과 이웃 마을의 주민들이 공동체를 형성했다. 요새화된 마을 옆에 있는 페네이-두시성은 모르티에의 땅이라고도 불리는 페네이 카스텔라니의 본부였다.
1282년 사티니의 수도사 레오네트 드 조인빌과 사랑에 빠진 사티니 수도사가 여자로 변장해 젝스 영주의 아내 아파트에 몰래 들어갔다. 그녀가 그를 발견했을 때, 그녀는 그에게 옷을 입히고 그녀의 사람들에게 구타를 당했다. 시몽 드 조인빌은 이것을 구실로 페니 성, 그 성, 생제르베, 론 강의 다리에 대한 권리를 주장했다. 감독은 시몬에게 자신이 조공을 바치는 것을 잊었다는 사실을 상기시켜 주며, 보상을 요청했다. 점점 커지는 주교의 힘에 직면하여 젝스의 영주는 자신의 주장을 포기하고 주교의 요구에 복종했다.
1230년경 그랑송의 Aymon 주교에 의해 건설 또는 재건된 페네이 성은 1287년 사보이아 백작 아마데우스 5세에 의해 포위되고 정복되었다. 1305년 주교에 의해 복구된 성은 1349년에서 1355년 사이에 제네바 백작의 손에 다시 함락되었다. 14세기에 수도회의 도덕이 느슨해짐에 따라 주교가 개입하여 자신의 지부에서 직접 수녀원을 관리하기 시작했다. 그 수입은 수도원을 손상시키는 대성당의 유지에 기여했다. 수도사들은 필요에 따라 경제적이 되었고 1381년 클레멘스 7세의 교황 칙령이 사티니 수도회를 제네바 지부와 합병했다.
1512년, 수도사들의 극심한 빈곤에 직면하여(그들은 사제복도 없었음), 교황 율리우스 2세는 수도원을 본당으로 탈바꿈했다. 1534년, 제네바는 종교 개혁의 투쟁으로 흔들렸다. 천주교의 당파들은 도시를 떠나 페니 성으로 피신했으며, 그곳에서 공화국에 대한 공격을 시작하여 지역을 약탈하고 약탈했다. 그들은 ‘페네이상’이라고 불렸다. 1536년 2월 5일 베르네 군대가 성을 점령하고 마침내 파괴했다.
Gex의 영주에게 속한 부르디니 마을은 1749년 파리 조약으로 시정촌에 합류했다. 종교 개혁 이후, 페시, 사티니, 쿠리(Coully), 페네이, 부르디니 및 다르다니를 포함하는 몽드몽 지역은 프랑스 영토에 의해 도시와 차단된 제네바 공화국의 세속 당국이 관리하는 영토로 남게 되었다. 이 땅은 마침내 1815년 비엔나 회의와 1816년 토리노 조약으로 제네바와 지리적으로 연결되어 지리적 연속성을 만들기 위해 프랑스와 사보이의 새로운 주에 여러 도시를 부여했다. - Ville, 메렝, 베르니에 및 베르넥스는 현재 사티니와 접하고 있다. 페네이와 그 성은 루상 시정촌에 속해 있었고, 1817년에야 사티니에 합류했다.

## 지리
스위스 연방 통계청에 따르면 사티니는 18,92k㎡로, 지리적 크기에 따라 제네바주에서 가장 큰 시정촌이다.

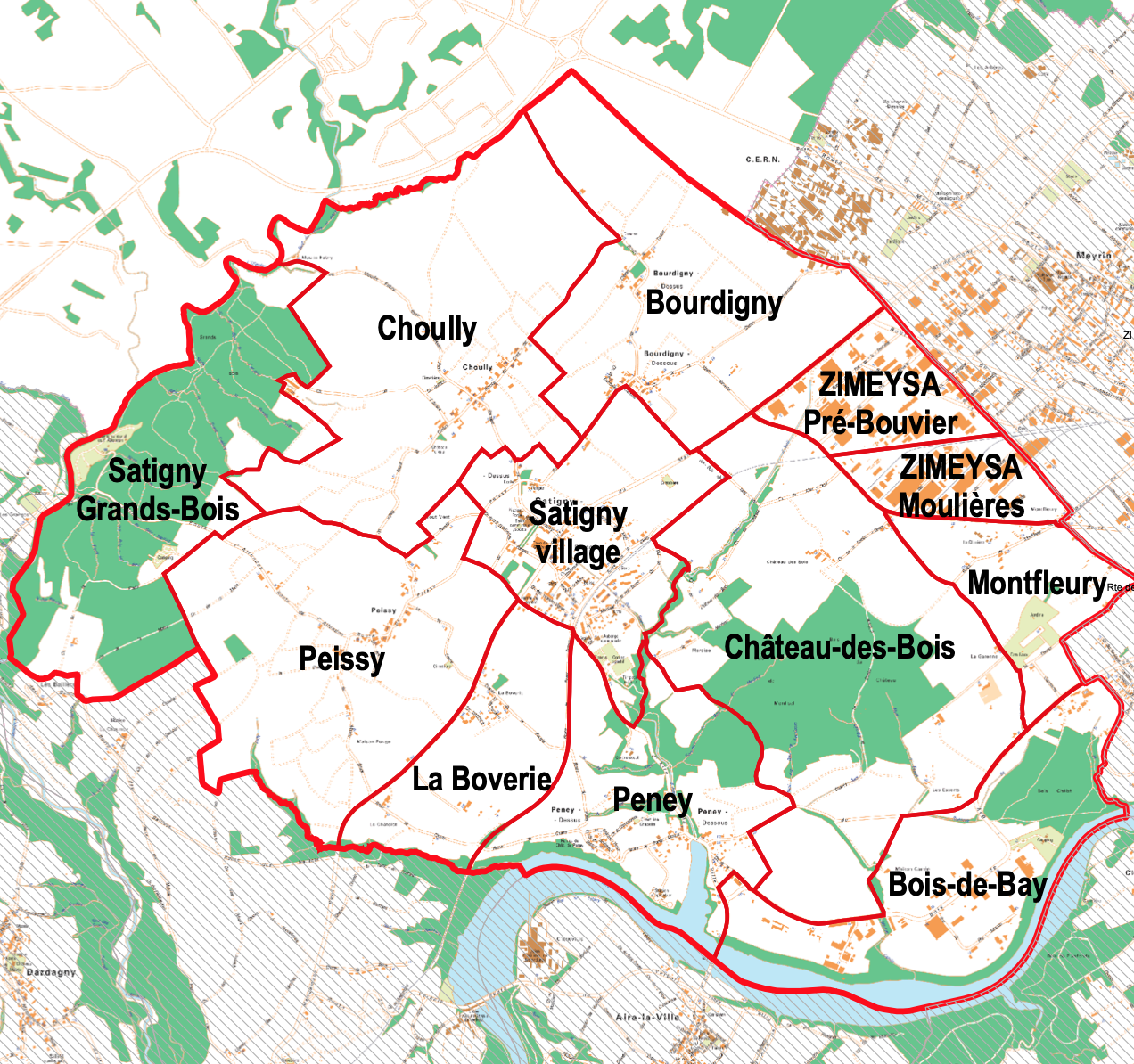
지방 자치체의 행정 구역

상당한 지리적 크기로 인해 시정촌에는 사티니-두수, 사티니-두시의 이웃뿐만 아니라 부르디니, 페네이(두수 및 두시), Choully, 몽플뢰리 및 페시의 작은 마을이 포함된다. ZIMEYSA 및 부아드바이의 대규모 산업 지역도 포함된다. 그것은 몽드몽의 일부를 형성하고(카스텔라니에 대한 오래된 용어, 페네이의 카스텔라니를 지칭함), 동쪽으로 메렝 및 베르니에의 스위스 지자체와 접한다. 론강에 의해 사티니에서 분리된 남쪽의 베르넥스와 아이라빌 ; 루상, 서쪽으로 다르다니. 프랑스는 Alondon 강과 Nant de l'Ecra의 시내에 의해 사티니에서 분리된 시정촌의 북서쪽에 위치하고 있다.
시정촌은 북동쪽으로 CERN과 접해 있으며, 시정촌 동쪽의 ZIMEYSA 산업 지역과 함께 시골에서 제네바시를 둘러싸고 있는 메렝과 베르니에에 의해 형성된 도시 경관으로의 전환을 나타낸다.
쥐라산맥은 배경에서 풍경의 윤곽을 정의한다. 살레브, 제네바 호수, 프랑스 알프스도 도시의 동쪽과 남동쪽에서 멀리 볼 수 있다.
사티니는 제네바 주변의 다른 도시와 마찬가지로 "그린벨트"의 역할을 하며 넓은 숲이 우거진 지역, 언덕이 많은 풍경 및 포도원을 혼합하여 지역 도시 거주자들에게 포도밭이 지배하는 시골 풍경의 목가적인 이미지를 구현한다. 실제로 460ha의 포도밭이 있는 사티니는 제네바주에 있는 1,410ha의 포도밭 중 1/3을 집중시키고 있어 제네바 뿐만 아니라 스위스에서도 가장 큰 와인 생산 도시이다.

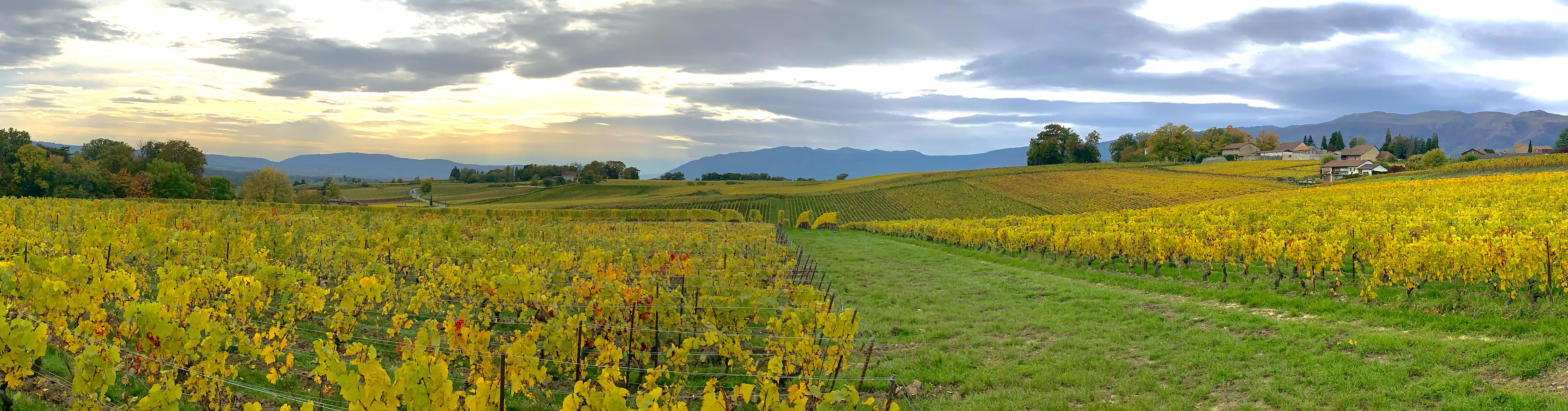
쥐라산맥을 배경으로 한 사티니의 전형적인 풍경

부르디니와 물랑 파브리(Moulin Fabry)의 경로에 일부 횡단보도가 여전히 존재하지만, 1993년 작은 세관이 폐쇄된 후 프랑코-스위스 국경은 사티니의 어떤 도로도 건너지 않는다. 이것은 Allondon에 의해 만들어진 국경과 프랑스 쪽의 4차선 D-884 도로와 결합되어 도시를 프랑스 영토와 분리했으며, 양측 간의 관계는 거의 없다.

## 인구통계
사티니의 인구(2020년 12월 기준)는 4,286명이다. 2000년 기준, 인구 대부분인 2,208명(79.3%)이 프랑스어를 구사하며, 독일어가 137명(4.9%)이 2위이고, 영어가 125명(4.5%)이 3위이다. 이탈리아어를 할 줄 아는 62명과 로만슈어를 할 줄 아는 사람이 2명 있다.
역사적 인구는 다음 차트에 나와 있다.

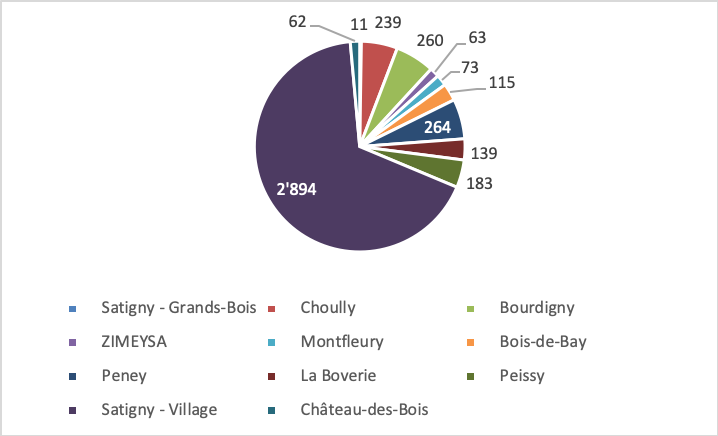
2020년 6월 서브섹션별, 마을별 사티니 인구

사티니의 발전은 1950년대까지 매우 안정적이었다. 60~80년대에는 주로 프레장틸(Pré-Gentil) 지역에 주택을 건설하면서 약간의 성장이 있었다. 그러나 도시의 주요 발전은 90년대부터 발생했다. 전체 건물 중 25%는 1919년 이전에, 30%는 1919년에서 1980년 사이에, 나머지 47%는 1980년 이후에 지어졌다.
주택의 크기는 시골 마을(113㎡)의 평균이지만, 이웃 도시인 메렝(80㎡) 및 베르니에(77㎡)보다 훨씬 크다. 주거당 평균 2.72명의 주민이 있다. 2016년에 사티니에는 663개의 건물이 있었고, 그중 49.6%는 별채였다. 그러나 이 비율은 Les Celliers(77개 아파트), Champ-Magnin(30개 정도 아파트), 프레장틸(80개 아파트), 등의 신규 개발이 들어감에 따라 계속 하락할 것으로 예상된다. 또는 Pôle 사티니-Gare(아파트 80채).
2000년 인구 조사에 따르면 1,075명(38.6%)이 로마 가톨릭 신자이고, 735명(26.4%)이 스위스 개혁 교회에 속해 있다. 나머지 인구 중 정교회 교인이 12명(인구의 약 0.43%), 크리스찬 가톨릭 교회 교인이 7명(인구의 약 0.25%), 72명이 있었다. 다른 기독교 교회에 속한 개인(또는 인구의 약 2.59%). 유대인 4명(인구의 약 0.14%)과 이슬람교 16명(인구의 약 0.57%)이 있었다. 불교는 17명, 힌두교가 2명이었다. 힌두교와 다른 교회에 속한 4인. 617명(인구의 약 22.15%)은 교회에 속하지 않고, 불가지론자 또는 무신론자이며, 224명(인구의 약 8.04%)은 질문에 대답하지 않았다.

## 경제
2019년 기준으로 이 자치단체에 고용된 근로자는 8,698명으로 같은 해 사티니의 주민 4,109명과 비교된다. 그중 4,365명이 2차 부문에 고용되었다. 3차 부문은 4,132개, 1차 부문은 201개이다. 2000년부터 입수 가능한 최신 통근 패턴 통계에 따르면 시정촌으로 통근하는 근로자는 7,090명, 출퇴근하는 근로자는 1,056명이며, 도시를 드나드는 통근 비율이 높은 곳은 제네바시뿐이다. 사티니에 들어오는 인력의 약 27.7%는 스위스 외부에서 왔으며, 현지인의 0.2%는 일을 위해 스위스에서 출퇴근한다. 근로 인구의 13.5%가 대중교통을 이용하여 출퇴근하고, 66.6%가 자가용을 이용하였다.
지자체의 경제적 매력에 대한 주요 이유는 부아드베이 "ZIBAY", 라틸리에르 "ZITUIL" 및 산업단지 메렝-사티니 "ZIMEYSA"의 세 가지 산업 단지이다. 후자는 제네바주의 가장 큰 산업 지역이며, 베르니에의 섹션과 함께 사티니, 메렝 및 베르니에의 지자체 간에 총 15,000개의 일자리가 분포되어 있다. 사티니에서 2분, 제네바에서 11분이면 갈 수 있는 자체 기차 정류장이 있는 것 외에도 ZIMEYSA의 사티니 쪽에서 펠트슐뢰쉔과 같은 여러 회사에서 철도로 바로 이동할 수 있다.

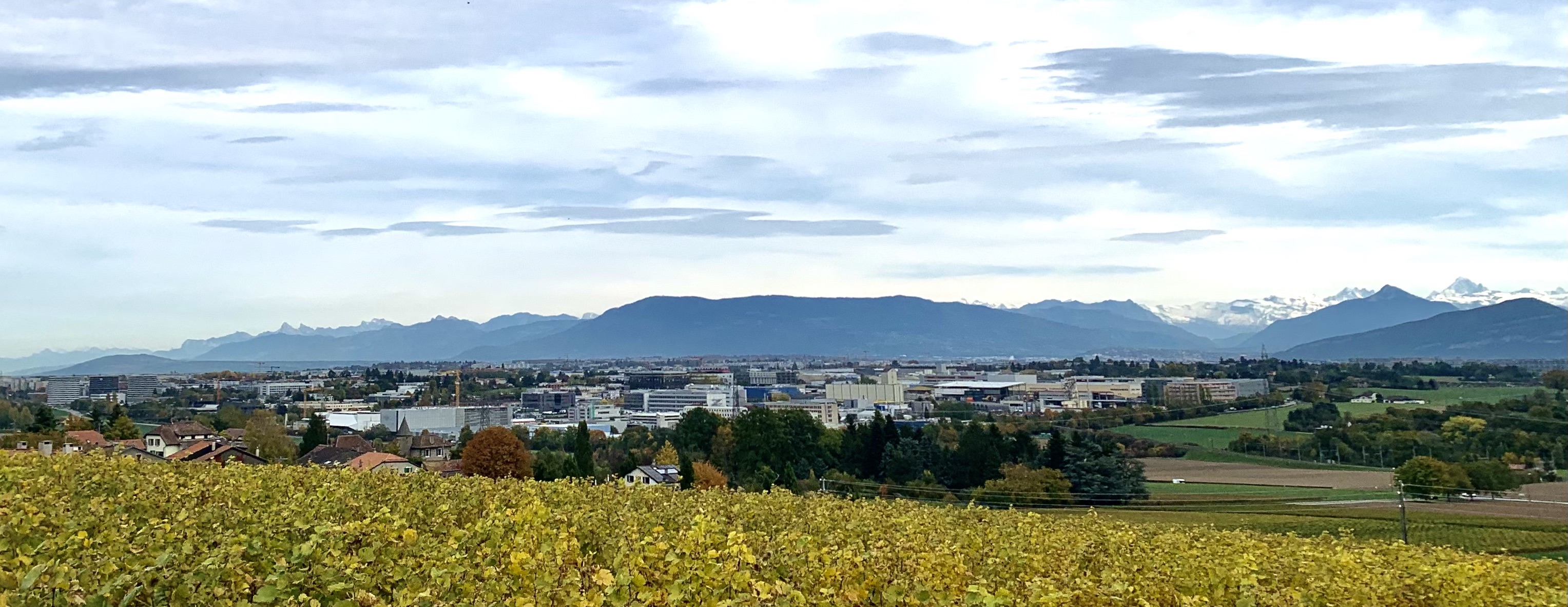
알프스를 배경으로 한 사티니의 ZIMEYSA 산업단지

사티니에 위치한 가장 큰 회사 중 일부는 향수 및 향료 제조 분야에서 세계 최대의 개인 소유 회사인 Firmenich이며, 이 분야에서 세계 2위이다. ABB Power Grids Sécheron은 DC 변압기 제조를 포함한 전기 공학을 전문으로 한다. 드윗(DeWitt) 고급시계 제조 회사 ; MCI 그룹, 대규모 글로벌 이벤트, 협회 관리와 의회 관리 회사; 세쉐론 트랙션 파워, 전 세계 철도 산업을 위한 DC 견인 변전소용 전기 장비의 세계 최고의 공급업체; 프랑스어를 사용하는 스위스에서 가장 큰 버스 및 버스 회사인 HelvéCie; 시계 부품 제조업체인 GVA MONTRES; 또는 대형 미디어 소매업체인 Fnac Suisse와 같은 해외 자회사.
ZIBAY는 완전히 사티니에 있으며, 2017년에는 1,700명의 직원이 있었다. 이 지역은 재활용 및 건설에 전념하는 회사를 전문으로 한다. 또한 SIG의 부아드베이 수처리 공장은 국내 최대 규모 중 하나이다.
산업 지역 외에도 시정촌은 제네바와 스위스의 가장 큰 와인 생산 도시이기도 하다. 제네바 와인의 80%가 이 마을에서 생산되며, "라 동굴 드 제네브"가 있는 곳이다. 지금까지 주에서 가장 큰 와인 양조 협동조합. 여러 종류의 와인이 이 마을에서 생산되며, 그중 가장 큰 종류는 가메, 피노 누아르, 샤슬라 및 가마레이다.

## 교통

L5와 L6로 연결되는 사티니를 보여주는 레만 익스프레스 철도 네트워크

철도는 나머지 주과 제네바 도심으로 향하는 지자체의 가장 중요한 대중교통 수단을 제공한다. 사티니는 사티니 마을 중심에 자체 역이 있는 레만 익스프레스 철도 네트워크에 연결되어 있다. L6 제네바-벨그라드와 L5 제네바-라플랑의 두 노선이 마을을 운행한다. 서비스는 빈번하고(15분마다 최대 1대의 기차) 빠르다. 코르나방에 있는 제네바의 주요 기차역까지는 단 13분이 소요된다. 또한 ZIMEYSA의 산업 지역에는 같은 이름의 사티니역이 있어 산업 및 사무실의 통근자들에게 서비스를 제공한다.
제네바의 대중교통 사업자인 TPG는 지자체 내에서 보조 버스 노선을 운영한다. 주요 노선은 부르디니, 쿠리 및 페시의 작은 마을을 사티니 마을과 기차역으로 연결하는 72번 노선이다. 또 다른 중요한 라인은 사티니 마을을 페네이, 부아드바이(Bois-de-Bay)의 산업 지역, 라틸리에르(La Tuillière), 베르니에 및 ZIMEYSA의 소규모 산업 지역으로 연결하는 번호이다. 마지막으로, 70번과 71번 라인이 추가로 도시를 메렝(71)과 베르넥스(70)의 두 트램 라인과 연결하고, 후자는 에르라빌(Aire-la-Ville, 해당 도시의 유일한 대중 교통 수단)을 통해 연결된다.
모든 대중교통 수단은 unireso 네트워크에서 작동하므로 기차, 버스 및 기타 모든 연결에 대해 단일 티켓이 유효하다.
제네바 공항은 사티니에서 가깝고 차로 10분이면 도착할 수 있다. 대중교통 수단을 이용하면 일반적으로 베르니에에서 갈아타는 기차와 버스로 약 25분이 소요된다.
시정촌의 주요 연결 도로는 프랑스의 D-884를 다르다니, 루상 및 사티니를 통해 메렝으로 연결하는 몽드몽 노선(Route du Mandement)이다. 제네바와 나머지 스위스 및 프랑스를 연결하는 A1 고속도로는 사티니와 국경 가까이에 있는 베르니에 아래를 지나간다. 현재 사티니로 가는 직접적인 출구는 없으며, 가장 가까운 출구는 베르니에/메렝 및 베르넥스에 있다. 그러나 원래 2020년에 건설이 시작될 예정이었던 고급 계획 단계의 기존 프로젝트인 "barreau routier de Montfleury"는 라틸리에 및 ZIMEYSA 산업 지역에서 베르넥스 및 프랑스 방향으로 A1과 직접 연결된다. 이 프로젝트는 도시의 3개 산업 지역을 오가는 도로 교통량의 대부분을 지방 도로에서 제거하는 것을 목표로 한다. 스위스로 향하는 연결도 포함하도록 원래 계획을 수정하는 논의가 진행 중이다.

## 정치
2007년 연방 선거에서 가장 인기 있는 정당은 20.63%의 득표율을 기록한 SVP였다. 다음으로 가장 인기 있는 3개 정당은 녹색당(16.52%), FDP (16.37%), LPS (15.09%)였다. 이번 연방선거에서는 총 894표를 득표했고, 투표율은 52.7%였다.
2009년 대평의회 선거에는 총 1,833명의 등록 유권자가 있었고, 그중 806명(44.0%)이 투표했다. 이번 선거에서 지자체에서 가장 인기 있는 정당은 17.6%의 득표율을 기록한 자유민주당(Les Radicaux)이었다. 광역 선거에서 그들은 여섯 번째로 높은 득표율을 얻었다. 두 번째로 인기 있는 정당은 Les Verts (17.3%)로 주 전체 선거에서 2위를 차지했으며, 세 번째로 인기 있는 정당은 Libéral (14.8%)로 주 전체 선거에서 1위를 차지했다.
2009년 참사당 선거에는 총 1,832명의 등록 유권자가 있었고, 그중 996명(54.4%)이 투표했다.
2011년에는 모든 지자체가 지방선거를 치뤘으며, 사티니에서는 시의회에 19개의 공석이 있었다. 등록 유권자는 총 2,381명이었고, 그중 1,172명(49.2%)이 투표했다. 1,172표 중 11표는 무효표, 10표는 무효표, 169표는 명단에 없는 이름이었다.

## 교육
사티니에서는 인구의 약 857명(30.8%)이 필수가 아닌 고등 중등 교육을 이수했으며, 608명(21.8%)이 추가 고등 교육(대학 또는 응용학문대학)을 마쳤다. 고등 교육을 마친 608명 중 40.6%가 스위스 남성, 28.6%가 스위스 여성, 17.8%가 비스위스계 남성, 13.0%가 비스위스계 여성이었다.
2009학년 ~ 2010학년도 동안 사티니 학교 시스템에는 총 763명의 학생이 있었다. 제네바주의 교육 시스템은 어린이들이 2년 동안 의무가 아닌 유치원에 다닐 수 있도록 허용한다. 그 학년도에는 유치원에 다니는 어린이가 95명이었다. 제네바주 학교 시스템은 2년의 비필수 유치원을 제공하며, 학생들은 6년 동안 초등학교에 다닐 것을 요구하며, 일부 어린이는 더 소규모의 특수 수업에 참석한다. 사티니에는 유치원이나 초등학교에 다니는 93명의 학생이 있었고 10명의 학생은 소규모의 특수 학급에 있었다. 중등 학교프로그램은 3년의 낮은 의무 교육 과정과 3년에서 5년의 선택적인 고급 학교로 구성된다. 사티니에서 학교에 다니는 93명의 중학생이 있었다. 전문적인 비대학 트랙 프로그램에 재학 중인 21명의 학생과 함께 지자체의 143명의 고등학교 학생이 있었다. 추가로 43명의 학생이 사립학교에 다녔다.
2000년 기준으로 사티니에는 타 자치단체에서 온 학생이 7명, 시외 학교에 다니는 주민은 261명이다.

## 국가중요문화재
슐리의 슐리성과 농장과 피스시의 도멘 펠레그린은 국가적으로 중요한 스위스 문화유산으로 등재되어 있다. 부르디니, 쿠리, 페시 및 사티니-더시 지역의 마을은 모두 더 큰 ‘몽드몽’ 유적지로서 스위스 유산 목록의 일부이다.

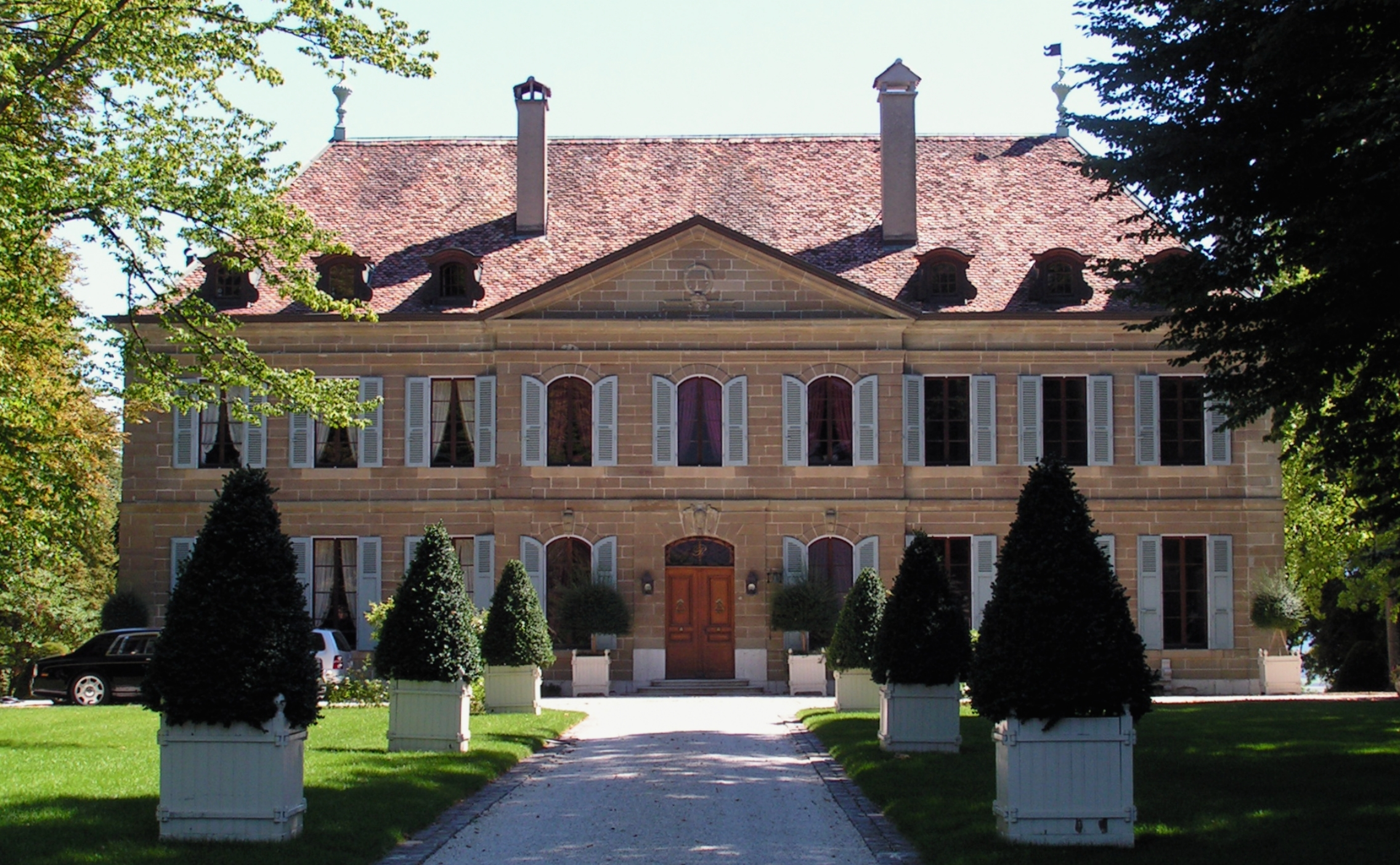
슐리성
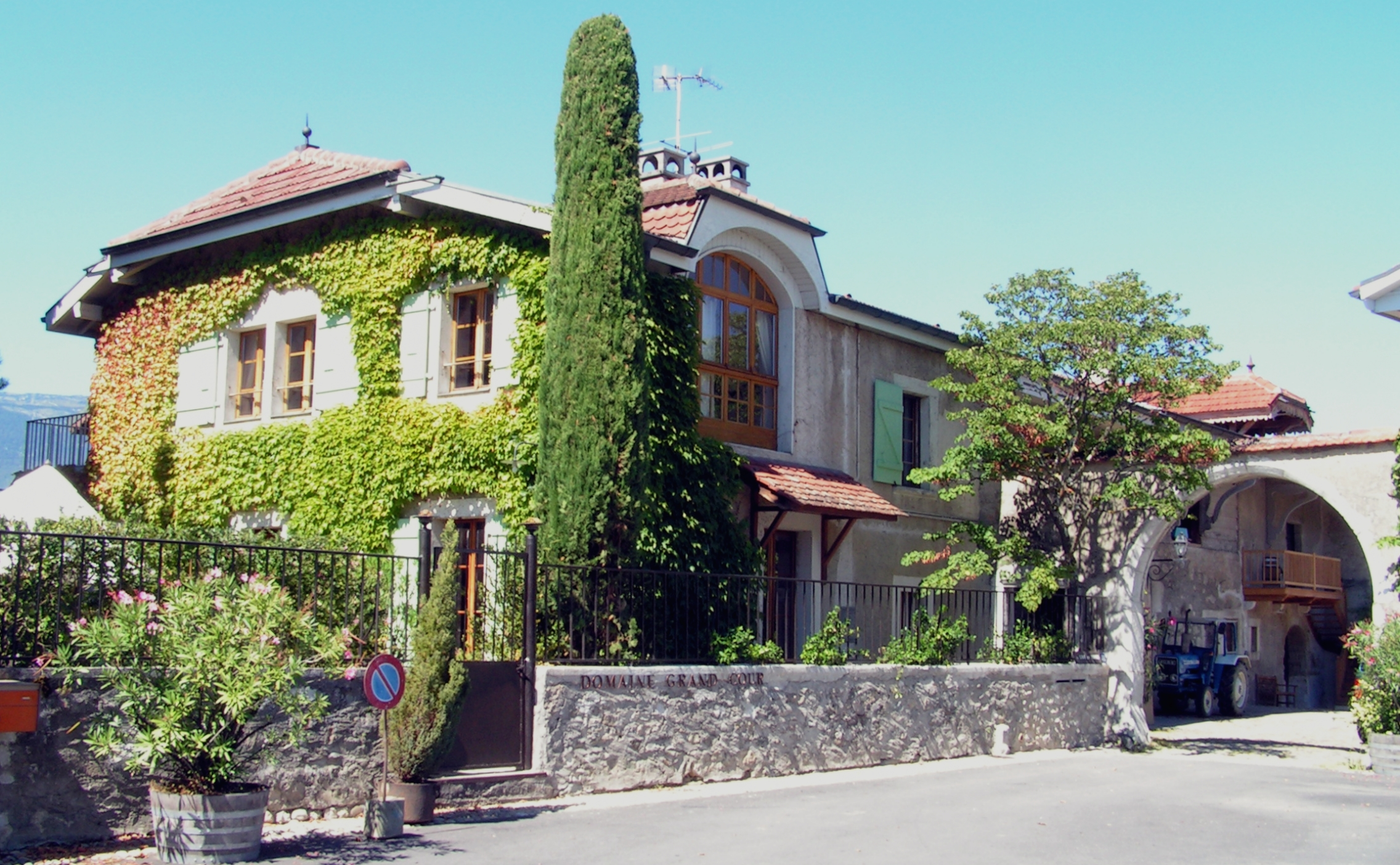
도멘 펠레그랭